# Équipe d'Écosse de rugby à XV au Tournoi britannique 1938
L'équipe d'Écosse a terminé première du Tournoi britannique de rugby à XV 1938 en remportant trois victoires et la triple couronne par la même occasion. 
Cette victoire est la septième d’une longue série de sept victoires en dix neuf ans dans le tournoi, de 1920 à 1938. 
En 1938, l'Écosse reçoit le pays de Galles à Murrayfield le 5 février et lors d'une partie très serrée, Wilfrid Crawford, troisième ligne aile et buteur, donne la victoire au XV du chardon par un ultime but (8-6). Crawford inscrit tous les points ce jour-là. L'Irlande rend visite à l'Écosse trois semaines plus tard et le match est débridé avec quatre essais inscrits par chaque équipe et une victoire écossaise (23-14). Enfin le 19 mars, le XV du chardon conduit par Wilson Shaw se déplace en Angleterre. L'Écosse inscrit cinq essais contre un, et c'est le match le plus accompli de Wilson Shaw, auteur de deux essais et à l'origine d'un troisième. L'Écosse gagne là son second match à Twickenham après la victoire de 1926 et elle ne gagnera plus de triple couronne pendant quarante six années. C'est le premier match international télévisé.

## Première Ligne
- William Blackadder (1 match)
- John Borthwick (2 matchs)
- John Hastie (3 matchs)
- William Inglis (3 matchs)

## Deuxième Ligne
- George Horsburgh (3 matchs)
- Allan Roy (3 matchs)

## Troisième Ligne
- Wilfrid Crawford (3 matchs, 1 essai, 3 transformations, 3 pénalités, 18 points)
- Laurie Duff (3 matchs)

## Demi de mêlée
- Tommy Dorward (3 matchs, 1 drop, 4 points)

## Demi d'ouverture
- Wilson Shaw (3 matchs, 2 essais, 6 points)

## Trois-quarts centre
- Charles Dick (3 matchs, 1 essai, 3 points)
- Duncan Macrae (3 matchs, 1 essai, 3 points)

## Trois-quarts aile
- Archibald Drummond (2 matchs, 1 essai, 1 pénalité, 6 points)
- John Forrest (3 matchs, 2 essais, 6 points)
- William Renwick (1 match, 2 essais, 6 points)

## Arrière
- George Roberts (3 matchs)

## Classement
MJ= matchs joués, V= victoires, N = matchs nuls, D= défaites, PP= points pour, PC= points contre, Pts= nombre de points
|                | MJ | V | N | D | PP | PC | Pts |
| -------------- | -- | - | - | - | -- | -- | --- |
| Écosse         | 3  | 3 | 0 | 0 | 52 | 36 | 6   |
| Pays de Galles | 3  | 2 | 0 | 1 | 31 | 21 | 4   |
| Angleterre     | 3  | 1 | 0 | 2 | 60 | 49 | 2   |
| Irlande        | 3  | 0 | 0 | 3 | 33 | 70 | 0   |

## Résultats des matchs
| Le 5 février à Édimbourg  | Écosse     | 8 - 6   | Galles  |
| Le 26 février à Édimbourg | Écosse     | 23 - 14 | Irlande |
| Le 19 mars à Londres      | Angleterre | 16 - 21 | Écosse  |

## Points marqués par les Écossais

### Match contrePays de Galles
- Wilfrid Crawford (1 essai, 1 transformation, 1 pénalité, 8 points)

### Match contreIrlande
- Wilfrid Crawford (2 transformations, 4 points)
- Tommy Dorward (1 drop, 4 points)
- Archibald Drummond (1 essai, 1 pénalité, 6 points)
- John Forrest (2 essais, 6 points)
- Duncan Macrae (1 essai, 3 points)

### Match contreAngleterre
- Wilfrid Crawford (2 pénalités, 6 points)
- Charles Dick (1 essai, 3 points)
- William Renwick (2 essais, 6 points)
- Wilson Shaw (2 essais, 6 points)

## Meilleur réalisateur
- Wilfrid Crawford (3 matchs, 1 essai, 3 transformations, 3 pénalités, 18 points)

## Meilleur marqueur d'essais
1. John Forrest, William Renwick, Wilson Shaw 2 essais 
4. Wilfrid Crawford, Charles Dick, Duncan Macrae, Archibald Drummond 1 essai